# Castillo Hearst
El Castillo Hearst, también conocido como La Cuesta Encantada, es un palacio encargado por el magnate de prensa William Randolph Hearst a la arquitecta Julia Morgan, situado cerca de San Simeón, Condado de San Luis Obispo, California, Estados Unidos. Domina una colina con vistas al Océano Pacífico de la costa central de California, a medio camino entre Los Ángeles y San Francisco. En 1972, todo el conjunto arquitectónico fue incluido en el Registro Nacional de Lugares Históricos.

## Historia
Fue construido entre 1919 y 1947 para Hearst, su amante, la actriz Marion Davies y Patricia Van Cleve Lake, quien supuestamente era hija de la pareja aunque durante años fue presentada oficialmente como sobrina de la actriz.
Randolph Hearst invitó a la mansión a famosas estrellas de Hollywood como Charles Chaplin, Cary Grant y Joan Crawford, aunque la propiedad seguía ampliándose con incesantes obras y reformas, de modo que el magnate apenas pudo disfrutarla terminada ya que enfermó en 1947 y murió en 1951.
En 1957 el Castillo y su finca fueron donados por la Hearst Corporation al estado de California y posteriormente se catalogó como edificio histórico nacional que actualmente puede ser visitado por los turistas.  

## Descripción
La propiedad ocupa una extensión de 8361,27 m2, cuenta con cuatro edificios: Casa Grande, Casa Del Mar, Casa Del Monte y Casa Del Sol que totalizan 177 estancias: 58 dormitorios, 60 baños, 18 salones y 41 chimeneas, además de varias recintos adicionales en Casa Grande como el refectorio, la sala de billar, el teatro, la biblioteca, el estudio gótico, el salón de belleza, la despensa de mayordomos, la cocina y el comedor del personal, para un total de 115 habitaciones. El complejo incluye además una gran extensión de jardines tanto interiores como exteriores, una piscina exterior y otra interior, canchas de tenis y un aeródromo.
La piscina exterior, llamada «Piscina de Neptuno» fue construida tres veces, cada una más grande y lujosa que la anterior, tiene una capacidad de 1306 m3 de agua, con una profundidad de 1 m en el lado oeste y 3 m en los desagües. Otros aspectos notables de la «piscina de Neptuno» incluyen el sistema de calefacción que quema petróleo, el mármol de Vermont que bordea la cuenca, las canaletas, la alcoba y cuatro esculturas italianas en relieve a los lados de las columnatas. 
La piscina interior, llamada «Piscina Romana» cuenta con una capacidad de 776 m3 de agua. La profundidad es de 10 pies.
La finca tuvo también el zoológico privado más grande del mundo, con leones, osos polares, etc., pero en la actualidad solo pueden verse en sus extensas tierras algunas cebras y otros animales exóticos.
Aunque gran parte de la colección de arte Hearst fue vendida o donada a varios museos como el LACMA de Los Ángeles, la mansión mantiene casi intacta su decoración y sigue albergando piezas valiosas de épocas y estilos muy dispares: estatuas egipcias, sarcófagos y mosaicos romanos, artesonados góticos, tapices diseñados por Giulio Romano sobre la historia de Escipión, el cuadro Neptuno de Simon Vouet, un retrato de Jacopo Tintoretto, una Virgen con el Niño de Adriaen Isenbrandt, una Venus esculpida por Canova, o lámparas de la firma Tiffany.
En el Castillo Hearst se rodaron algunas escenas de la película Espartaco estrenada en 1960. También Lady Gaga rodó parte del videoclip de la canción "G.U.Y." presentado en 2014. A cambio, la cantante financió con 25.000 dólares un plan para mejorar el abastecimiento de agua en la propiedad, y grabó un reportaje para concienciar a la población sobre el uso racional del agua.

## Galería

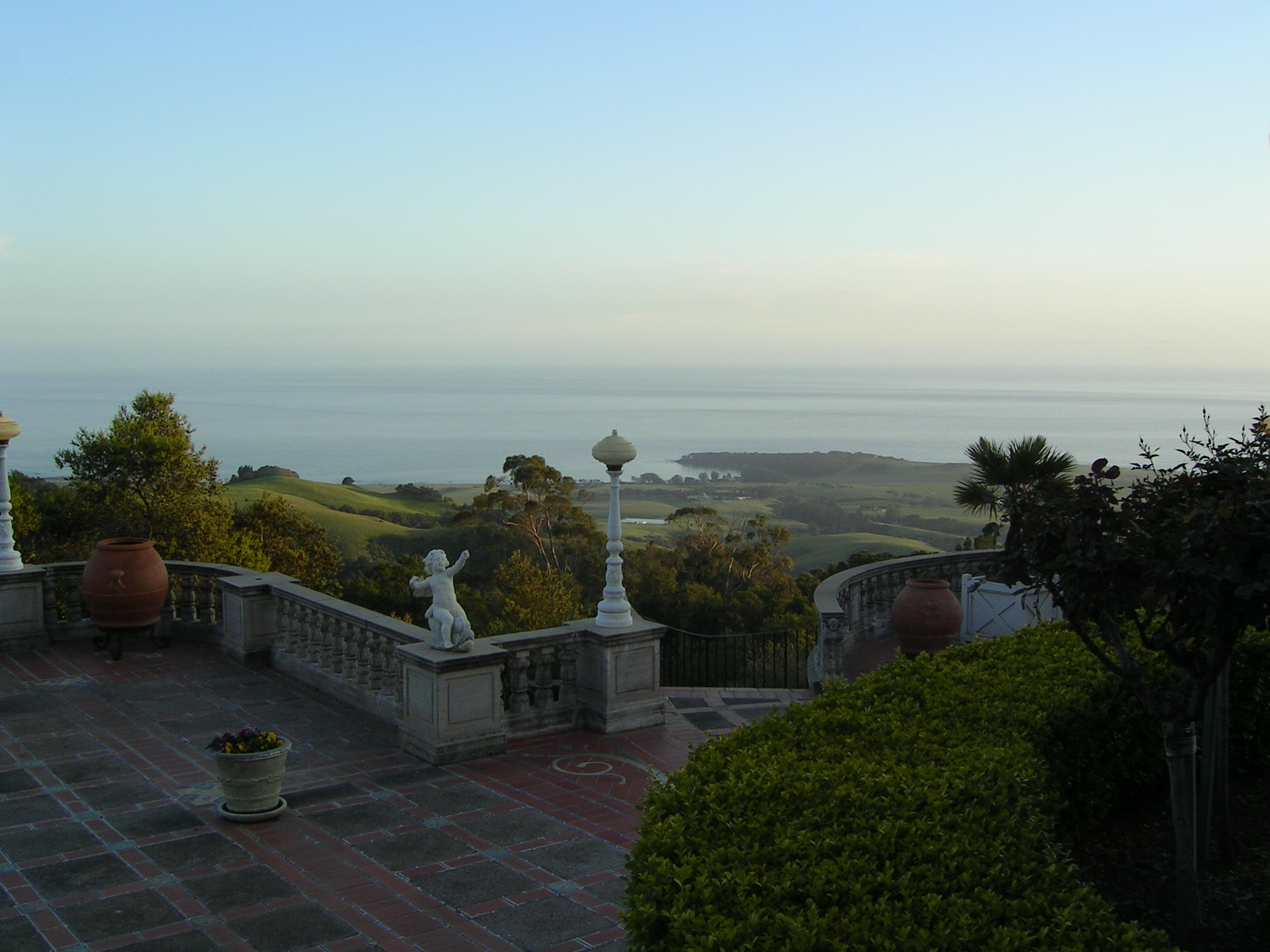
Vistas desde la mansión
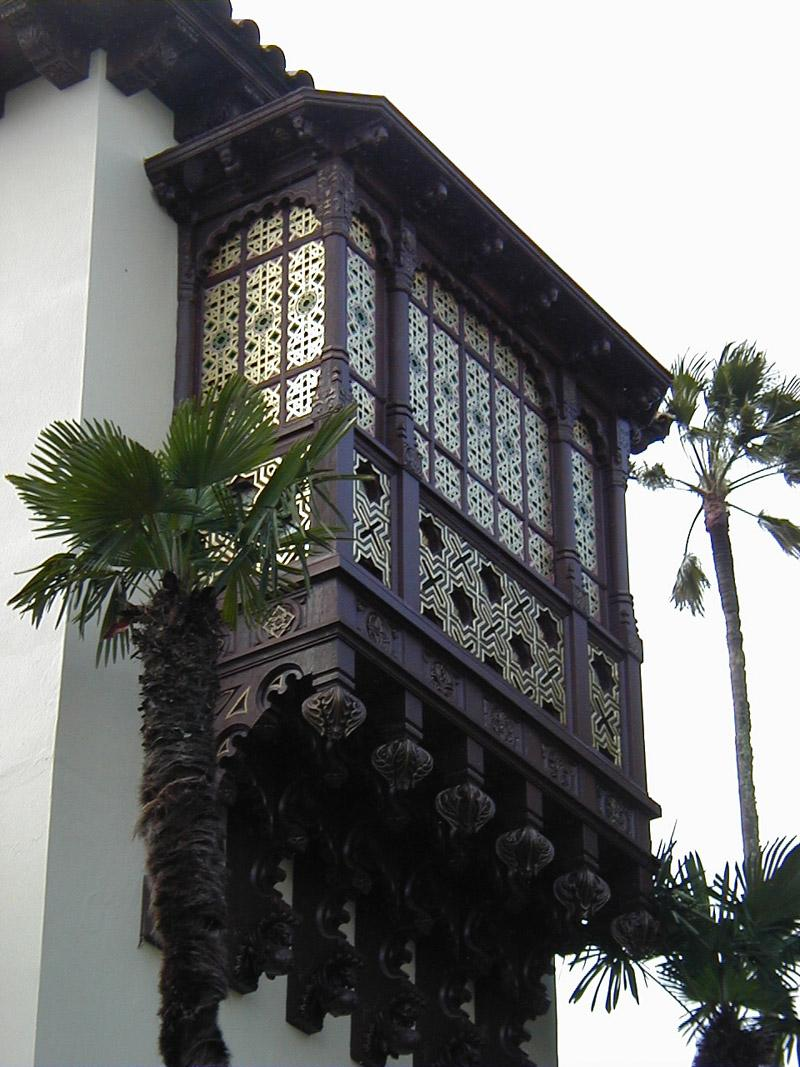
Balcón con celosía de estilo árabe
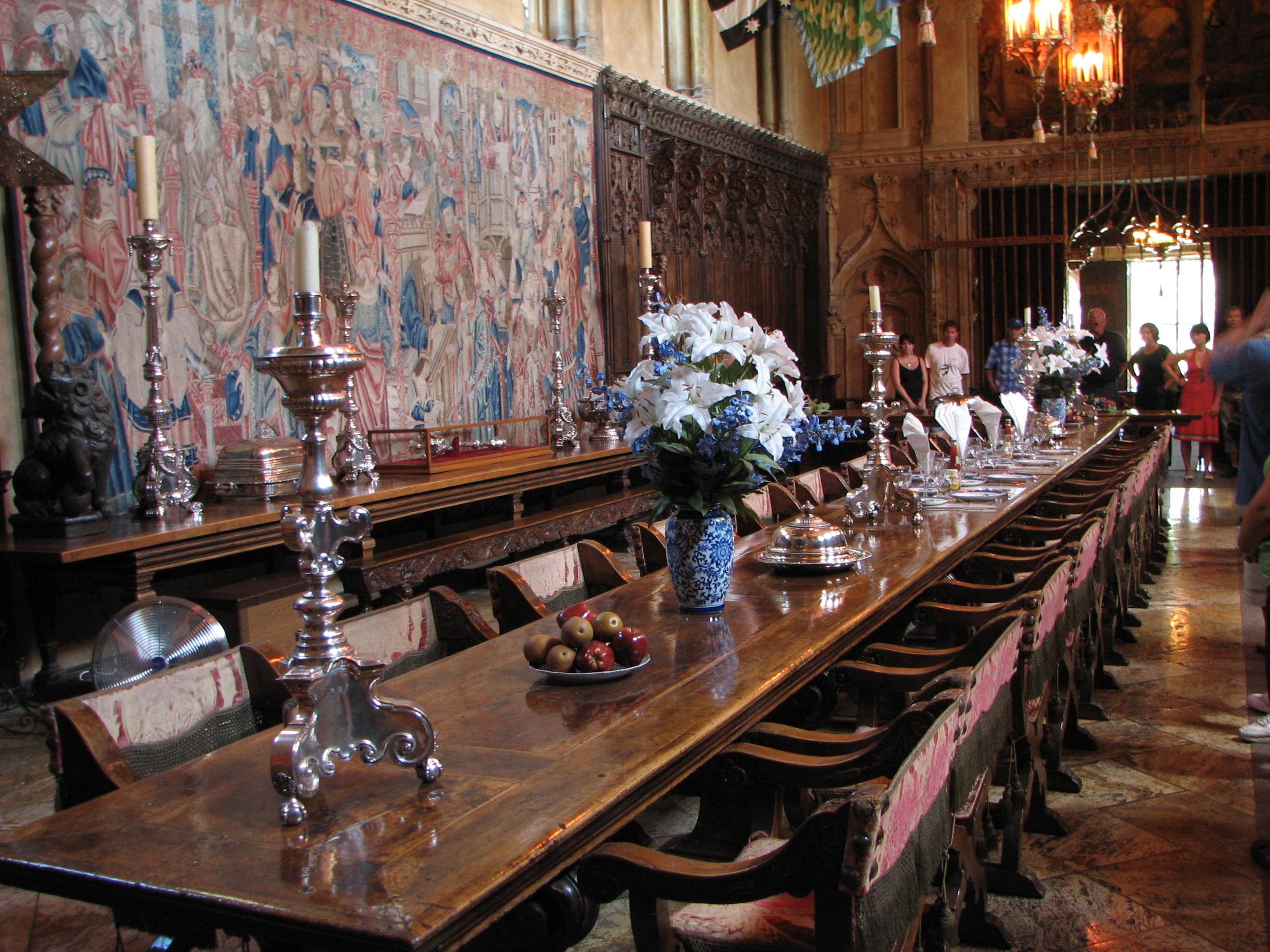
Comedor del castillo Hearst
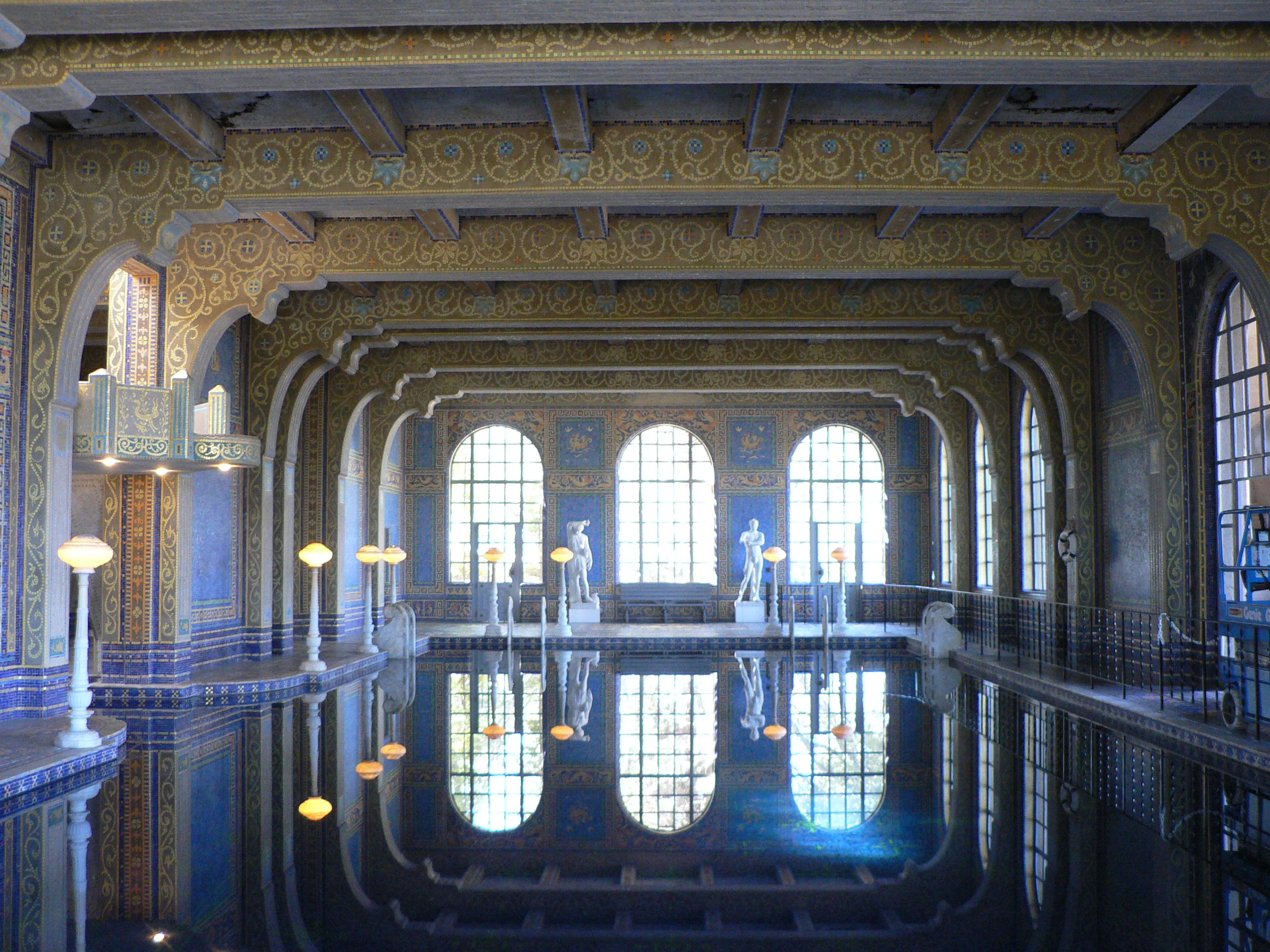
La piscina romana bajo techo
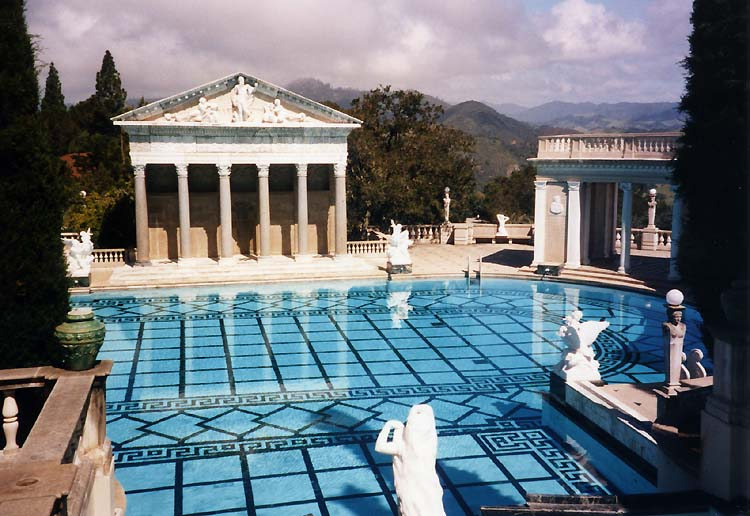
La piscina de Neptuno, con un templo romano auténtico al fondo
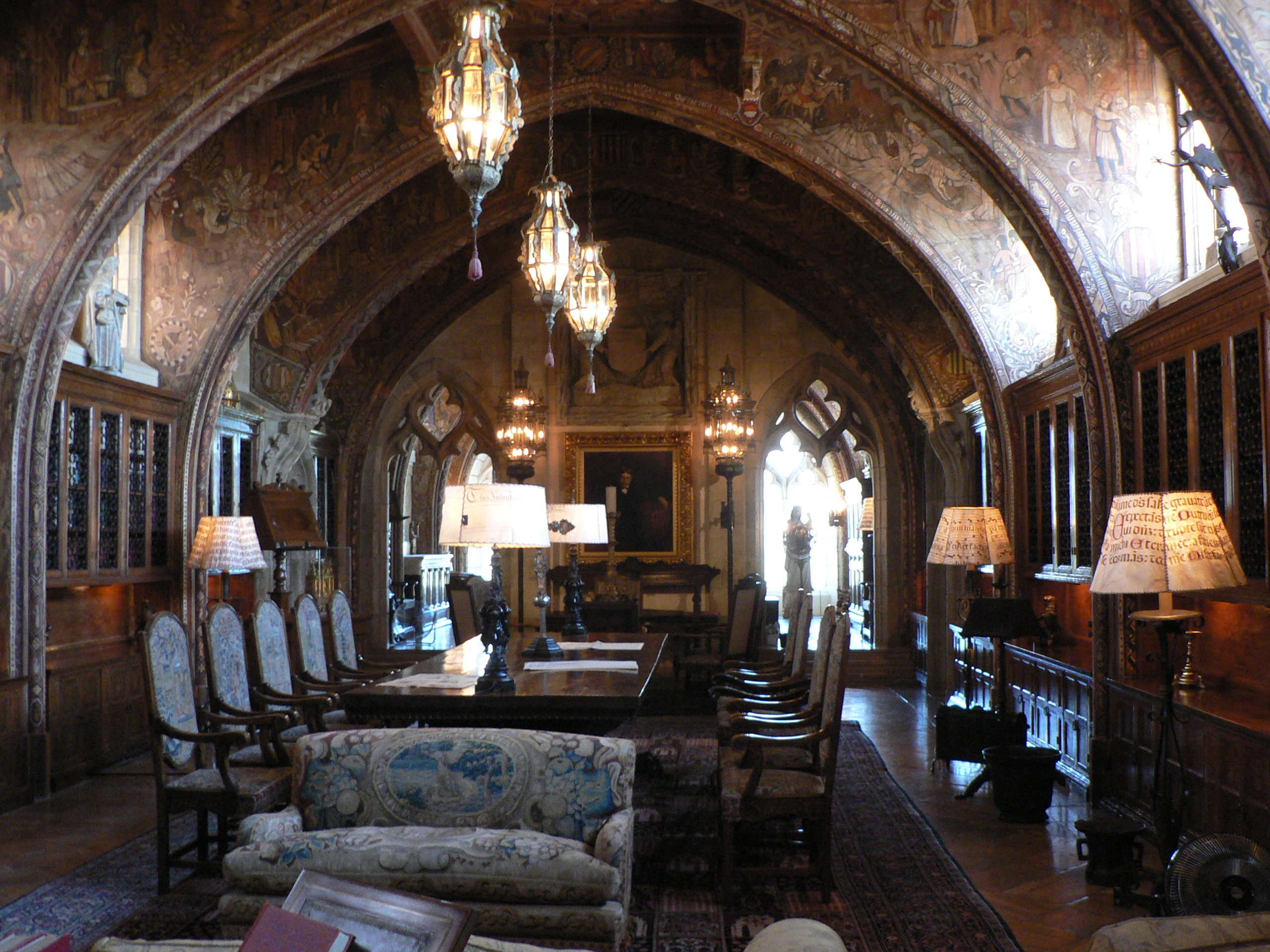
La biblioteca,[8] de estilo neogótico.